# Pleione vietnamensis
Pleione vietnamensis är en växtart i släktet Pleione och familjen orkidéer. Den beskrevs av Leonid Vladimirovitj Averjanov och Phillip James Cribb.

## Utbredning
Arten är endemisk i södra centrala Vietnam.